# 람보르기니 V12

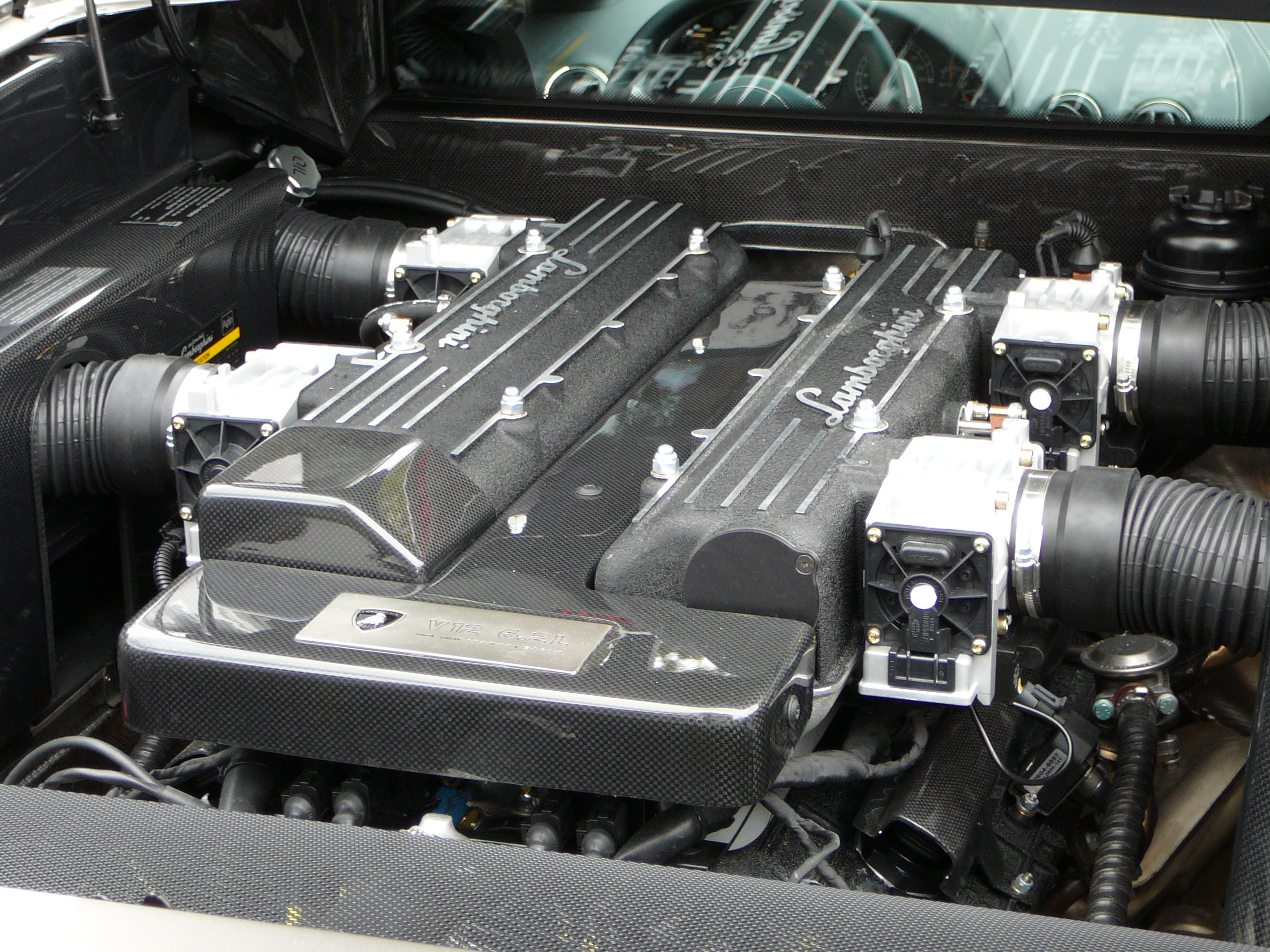
람보르기니 무르시엘라고 V12 엔진. 스카스데일 자동차 전람회 전시.

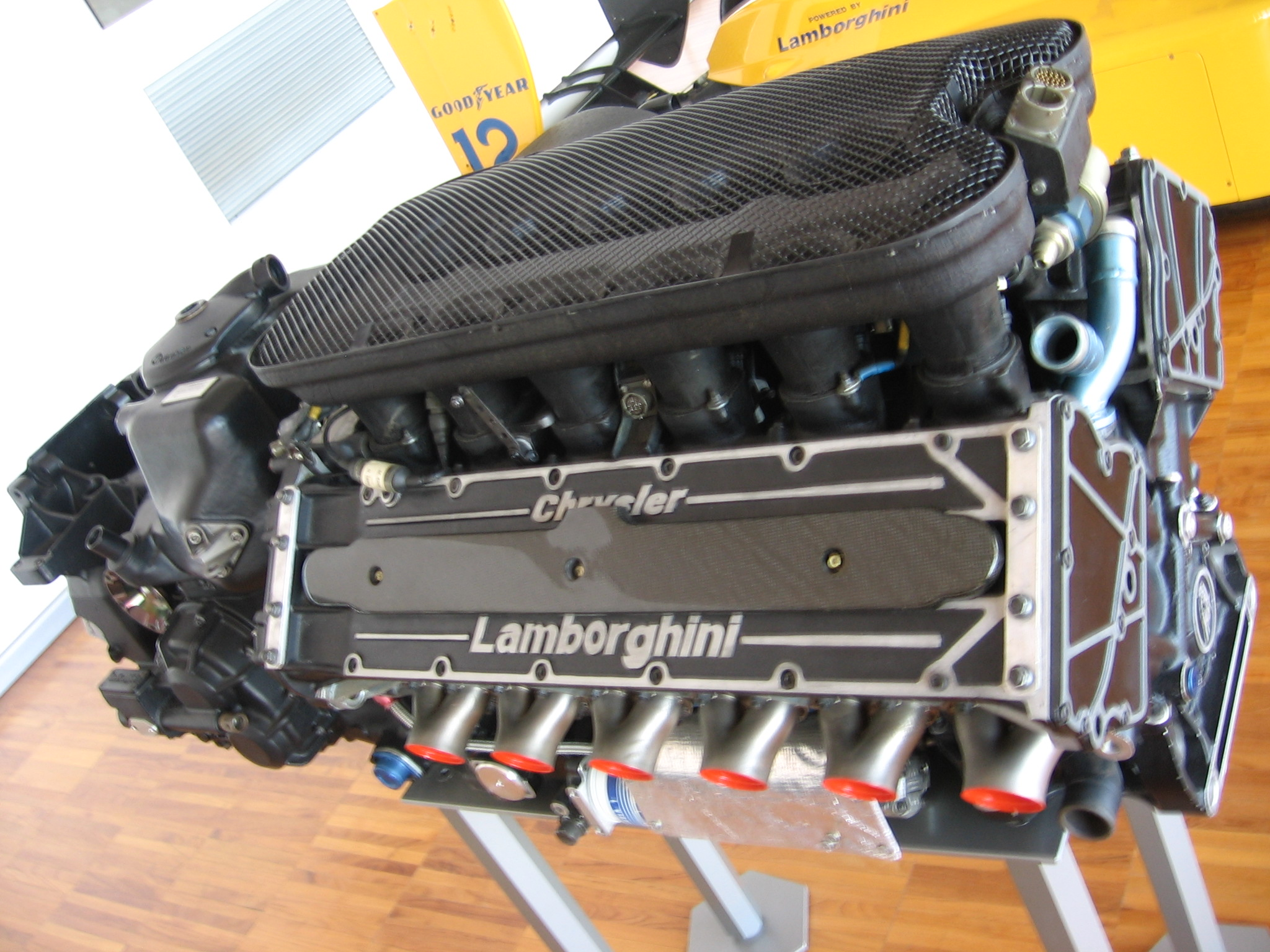
람보르기니 V12 포뮬라 원 엔진. 람보르기니 박물관 소장.

람보르기니 V12는 자동차 제조 업체 람보르기니가 만든 V12 엔진이다. 람보르기니가 자체적으로 생산한 최초의 엔진이다. 개량을 거듭하여 현재는 현존하는 자동차 엔진 중 가장 정교한 엔진 중 하나로 여겨지고 있다.
3.5리터(3464 cc) 배기량의 엔진이 람보르기니의 초기 모델인 람보르기니 350 GT에 탑재된 바 있으며, 6.4리터(6496 cc) 배기량의 엔진이 람보르기니 무시에라고 LP640 로드스터 모델에 탑재된 바 있다. 이 모델은 람보르기니 사가 생산한 최초의 자동차였다.
이 엔진의 개발에 대해서는 여러 이야기가 전해진다. 혹자는 이 엔진이 혼다 레이싱 F1 포뮬라 원 설계를 바탕으로한 것이라고 하기도 한다. 혹자는 시오토 비자리니의 독자적 람보르기니 F1 엔진 설계에서 많은 부분을 따와 이 엔진을 만들었다고 한다. 이 두 엔진 모두 1.5리터 V12 레이싱 엔진이었으며, 람보르기니 V12 엔진도 이 둘과 흡사한 점이 많다.
출발이야 어쨌든, 페루치오 람보르기니는 페라리를 이기기 위해 시오토 비자리니와 계약을 했고, 엔진 설계를 그에게 맡겼다. 들리는 이야기에 의하면 페라리의 V12 엔진보다 마력이 1마력 더 나올 때마다 보너스를 지급하기로 했다고 한다. 그 당시 최종적으로 만들어진 엔진은, 후에 약간의 변경과 개선이 있었지만, 현재의 람보르기니 무시엘라고 LP640에 달린 V12 엔진(6500cc)과 거의 흡사한 출력을 냈다. 무시엘라고 SV 모델에서 마지막으로 쓰여진 이후, 이 엔진은 단종될 것으로 알려졌다.
이 엔진은 처음부터 쿼드 캠 (실린더 뱅크 당 캠이 두 개이다.) 60° V12로 설계되었다. 실린더 뱅크 당 캠이 한 개였던 페라리의 엔진 설계를 누르기 위한 것으로서, 람보르기니 씨가 의도한 것이었다. 1963년 3464cc 프로토타입이 테스트되었다. 9000 rpm에서 거의 370 bhp (276 kW)의 출력을 낼 수 있었다. 리터 당 107 bhp (77 kW)의 출력이었으며, 그 당시 최고의 엔진이었다. 비자리니는 연료체계만 조금 손 봤으면 11000 rpm에서 400 bhp (298 kW)의 출력을 낼 수 있었고, 다만 대량생산에 맞게 부수적인 장치들이 일반 도로용으로 장착되었으며, 그럼에도 불구하고 280 bhp (209 kW)의 출력을 낸다고 말했다.  참고로, 1968년 당시 시보레 카마로의 3.8 리터 스트레이트-6 엔진은 불과 140 bhp (104 kW)의 출력을 냈다.

## 개량
세월이 흐르면서, 개량을 거듭하여 배기량은 거의 두 배로 늘어났다. 실린더 당 밸브 개수가 4개로 늘어나기도 하였으며, 정교한 전자 분사 방식도 도입되었다.

## 같이 보기
- 람보르기니 미우라
- 람보르기니 에스파다
- 람보르기니 쿤타치
- 람보르기니 LM002
- 람보르기니 디아블로
- 람보르기니 무르시엘라고
- 람보르기니 아벤타도르
- 람보르기니 베네노
- 람보르기니 센테나리오
- 람보르기니 에센자 SCV12
- 람보르기니 시안